# Hasán Alí Mansur
Hasán Alí Mansur (en persa: حسنعلی منصور‎‎; 1929 - 27 de enero de 1965) fue un liberal iraní y político que fue primer ministro durante ocho meses hasta su asesinato a manos de islamistas chiitas. Se desempeñó durante la Revolución Blanca del Shah Mohammad Reza Pahlaví y fue asesinado por un miembro de la organización de los Fedayines del Islam.

## Primeros años y educación
Hasán Alí Mansur nació en Teherán en 1929, hijo del primer ministro Alí Mansur (Mansur ol-Molk) y su hermana fue Zahir-ol-Molk Reís. Él recibió la educación primaria, en Teherán, y se graduó de la Escuela Secundaria Firuz Bahram. Durante la época de la Segunda Guerra Mundial, entró en la Facultad de Derecho de la Universidad de Teherán y se graduó con una licenciatura en ciencias políticas.

## Carrera
En la era posterior a la Segunda Guerra Mundial, Mansur comenzó su carrera política ingresando el Ministerio de Relaciones Exteriores y completó varias misiones internas y extranjeras, incluyendo giras por Alemania y Francia. En la década de 1950, a sus treinta años de edad, fue dos veces nombrado jefe de la oficina del primer ministro, primero por un breve período a causa del cambio en el gobierno, y la segunda se prolongó durante 2 años. En 1957, el primer ministro Manuchehr Eghbal lo designó como presidente del consejo de economía y vice primer ministro. También ocupó los cargos de ministro de Trabajo y ministro de Comercio. El primer ministro Asadollah Alam le nombró presidente de la compañía de seguros "Bimé Irán".

### Asesinato
A las 10 de la mañana del 21 de enero de 1965, unos días antes del primer aniversario de la Revolución Blanca, Mansour cruzaba las puertas del Majlis para pronunciar su primer discurso sobre el estado de la Unión. Después de bajarse de su automóvil en la plaza Baharestan, Mohammad Bokharaei, de 21 años, miembro de Fada'iyan-e Islam, le disparó tres veces. Bokharaei fue ejecutado posteriormente, junto con otros tres implicados en el asesinato: Reza Saffar Harandi, Haaj Sadegh Amani y Morteza Niknejad.
Mansour fue devuelto al automóvil y trasladado de urgencia al hospital, donde permaneció en estado crítico durante cinco días antes de morir finalmente. Durante la crisis, el Shah nombró rápidamente al amigo de Mansur, Amir Abbás Hoveydá, como primer ministro en funciones, cargo que continuó durante los siguientes trece años. El asesinato de Mansour se produjo pocos años después del asesinato del primer ministro Ali Razmara.